# Vinko Jelić
Vinko (Vincenz) Jelić (eigentlich Jeličić; * 1596 in Fiume; † nach dem 24. Juli 1636 in Zabern) war ein kroatisch-italienischer Komponist des Barock.

## Leben und Wirken
Jelić wurde 1606 mit seinem Bruder Peter Kapellknabe der Hofkapelle in Graz, die unter der Leitung von Matthia Ferrabosco stand. Nach 1609 trat er als Diskantist ins Ferdinandeum ein und studierte an einem Gymnasium, später an der Universität Graz, wo er seine musikalischen Studien bei Reimundo Ballestra fortsetzte. Ab spätestens 1618 war er Musiker (Tenorist und später Instrumentist) am Hof vom Bruder des Kaisers, Erzherzog Leopolds V., Bischof von Straßburg und Passau, in Zabern. Von diesem Zeitpunkt an nannte er sich mit Nachnamen Jelić. 1618 wurde er zum Priester geweiht. Die letzte bekannte Information über Jelić stammt aus einem Kaufvertrag, den er am 24. Juli 1636 tätigte, zwei Tage vor dem Einmarsch der französischen Truppen im Dreißigjährigen Krieg und der völligen Zerstörung Zaberns.

## Werk (Auswahl)
- Parnassia militia concertuum unius,....., op. 1, bestehend aus 24 geistlichen Konzerten und 4 Ricercari für Zink und Posaune (Straßburg, 1622).
- Arion Primus sacrorum concertuum unius,..... und Arion Secundus, bestehend aus 34 geistlichen Konzerten op. 2, (Straßburg, 1628)
- Arion Secundus psalmorum vespertinatorum..... op.3 (Straßburg, 1628) (unvollständig erhalten)